# شروزبری (ویرجینیای غربی)
شروزبری(به انگلیسی: Shrewsbury) شهری در ایالت ویرجینیای غربی کشور ایالات متحده آمریکا است که جمعیت آن در سرشماری سال ۲۰۱۰ میلادی، ۶۵۲ نفر بوده‌است.